# South African Breweries
A South African Breweries (oficialmente a South African Breweries Limited , informalmente SAB ) é uma grande cervejaria sediada emJohannesburg , na África do Sul, e era uma subsidiária integral da SABMiller até seus interesses serem vendidos à Anheuser-Busch InBev em 10 de outubro de 2016.  A South African Breweries é agora uma subsidiária direta da Anheuser-Busch InBev SA / NV.  
A empresa que é hoje Cervejeiras Sul-Africanas foi fundada em 1895 como Cervejaria do Castelo para atender um mercado crescente de mineradores e garimpeiros em Joanesburgo e arredores. Dois anos mais tarde, tornou-se a primeira empresa industrial listada na Bolsa de Valores de Joanesburgo e, no ano seguinte (1898), listada na Bolsa de Valores de Londres .  Em 1950, a SAB mudou sua sede e controle de Londres para a África do Sul.  Em 1955, a Castle Brewing comprou as cervejarias Ohlsson's e Chandlers Union, e o grupo foi renomeado como South African Breweries.
Desde o início dos anos 1990, a empresa expandiu-se cada vez mais internacionalmente, realizando várias aquisições em mercados emergentes e desenvolvidos. Em 1999, formou uma nova holding com sede no Reino Unido, a SAB plc, e transferiu sua principal listagem para Londres. Em maio de 2002, a SAB plc adquiriu a Miller Brewing , formando a SABMiller plc .
Em 10 de outubro de 2016, a Anheuser-Busch InBev adquiriu a SABMiller por £ 69 bilhões (US $ 107 bilhões no momento em que o negócio foi fechado).  O acordo foi aprovado pelos acionistas de ambas as empresas em 28 de setembro de 2016 e o negócio foi fechado em 10 de outubro de 2016.   A aquisição encerrou o uso corporativo do nome SABMiller. Após o fechamento do negócio, o nome da nova empresa mudou ligeiramente, para a Anheuser-Busch InBev SA / NV (abreviada como AB InBev); está negociando como ABI na Bolsa de Valores de Bruxelas, como BUD na bolsa de valores de Nova York e como ANH no mercado de Joanesburgo.  SABMiller deixou de negociar nos mercados acionários globais. 

## Aquisição da SABMiller pela ABinBev
A aquisição da SABMiller pela Anheuser-Busch InBev em 10 de outubro de 2016 encerrou o uso corporativo do nome SABMiller, exceto como uma divisão de negócios da Anheuser-Busch InBev SA / NV (AB InBev). A nova entidade começou a negociar na Bolsa de Valores de Bruxelas como ABI.BR e como BUD na bolsa de valores de Nova York.  SABMiller deixou de negociar nos mercados acionários globais  e se desfez de suas participações na empresa de cerveja MillerCoors para a Molson Coors .   
Em 21 de dezembro de 2016, a empresa concordou em vender os antigos negócios da SABMiller Ltd. na Europa Oriental para a Asahi Breweries Group Holdings, Ltd.   Anheuser-Busch InBev já havia concordado em vender a Grolsch Brewery , Peroni Brewery e Meantime Brewery para Asahi; o negócio foi fechado em 12 de outubro de 2016. No mesmo dia, a venda da participação de 49% da SABMiller na cerveja Snow para a China Resources Enterprise também fechou.  
Em dezembro de 2016, a Coca-Cola Company comprou as operações da Coca Cola na África e em dois países da América Central. O acordo exige aprovação regulatória e deve ser fechado até o final de 2017. 
Em agosto de 2016, após os planos de aquisição da SABMiller terem sido estabelecidos pela Anheuser-Busch InBev, a empresa anunciou que fecharia os escritórios regionais da SABMiller em Miami, Hong Kong e Pequim após o acordo de aquisição ter sido fechado em outubro de 2016. Os planos ainda não haviam sido revelados para a operação em Zug, na Suíça, que controlava as marcas de cerveja da Europa Central e Oriental da SABMiller. No entanto, a venda subsequente de grande parte dos negócios nesses países para a Asahi Breweries pode afetar a operação da Zug.Esperava-se que o escritório em Woking (Reino Unido) permanecesse aberto por um período de transição, mas a sede em Stanhope Gate, em Londres, fecharia. O escritório da South African Breweries em Joanesburgo permanecerá aberto e também será usado pela Anheuser Busch InBev SA / NV (cuja matriz corporativa está em Leuven , Bélgica) como seu hub na África. 

## Conselho de administração, gestão e pessoal
Como a SABMiller havia sido adquirida em 10 de outubro de 2016 e se tornou uma subsidiária integral da Anheuser-Busch InBev SA / NV, não havia mais a necessidade de um conselho de administração para a antiga SABMiller.  Em agosto de 2017, a Anheuser Busch InBev anunciou que Mauricio Leyva, então CEO da SAB South Africa, seria o único executivo a permanecer com a Anheuser Busch Inbev SA / NV no conselho permanente da nova entidade de 18 membros. Leyva se tornaria presidente de zona da Middle Americas na Anheuser Busch Inbev SA / NV. Os relatórios de notícias indicaram que "três ... membros do comitê executivo da SABMiller - conselheiro geral John Davidson, o chefe de recursos humanos Johann Nel e o MD de África, Mark Bowman - [permaneceriam] por um período de transição de apenas seis meses".  
A South African Breweries (SAB) continua sendo uma entidade, como subsidiária da SAB InBev. De acordo com a Bloomberg, Grant Murray Liversage foi o diretor financeiro da South African Breweries Limited após a aquisição da Anheuser-Busch InBev SA / NV. Mauricio Leyva Arboleda, atualmente empregado pela Anheuser-Busch InBev SA / NV e Dinyar S. DeVitre eram membros do conselho da SAB. 
Antes da aquisição da SABMiller em 10 de outubro de 2016, em abril de 2016, a Anheuser-Busch InBev havia concordado em proteger os empregos na África do Sul e criar um fundo de 1 bilhão de randes (US $ 69 milhões) que iria "apoiar agricultores, manufatura local, empregos e redução do consumo nocivo de álcool ", incluindo o financiamento de novas fazendas de cevada e lúpulo. Esta oferta foi feita para convencer os reguladores a aprovar a venda da SABMiller.  
A empresa está vinculada a um acordo com o Tribunal da África do Sul de que os números de emprego na South African Brewery ficarão estáveis por cinco anos, que não haverá reduções forçadas de pessoal e que os funcionários sindicalizados não receberão a separação voluntária por cinco anos. 
No entanto, a AB InBev decidiu tentar algumas economias de custo oferecendo ofertas de desligamento voluntário a alguns funcionários de nível gerencial na SAB. Em 23 de janeiro de 2017, Robyn Chalmers, Diretor de Comunicações, AB InBev Africa e SAB, disse que "... nenhum funcionário será retraído à força como resultado da fusão. É muito cedo no processo para dizer quantas pessoas optar pela oferta voluntária ". Ela acrescentou que a oferta "foi disponibilizada apenas para funcionários de nível médio e superior". Uma vez que a empresa deve manter o nível de pessoal, gerentes altamente remunerados provavelmente serão substituídos pela equipe em níveis mais baixos. 

## História

### Brewing na África do Sul [ editar ]
Artigo principal: Cervejaria de Castelo
Antes da incorporação no ano de 1895, a Castle Brewery tinha operações na Cidade do Cabo para servir à expansão constante de uma comunidade de colonos a partir de meados do século XVII. A demanda por cerveja levou o primeiro governador holandês, Jan van Riebeeck, a estabelecer uma cervejaria no Forte (mais tarde substituída pelo Castelo no centro da Cidade do Cabo) já em 1658 - batendo a primeira produção de vinho em seis meses. No mesmo ano, Pieter Visagie produziu a primeira cerveja das águas do rio Liesbeeck. Nos 200 anos seguintes, a fabricação de cerveja deixou sua marca no Cabo e além. Cervejeiros notáveis da época incluíam a Cloete na Newlands Brewery; Ohlsson na Cervejaria Anneberg; Jacob Letterstedt na Mariendahl Brewery - também em Newlands: Hiddingh na Cannon Brewery; Martienssen na Cervejaria Salt River e um segundo Cloete na Kloof Street.
Uma das figuras-chave na história de Newlands e nos anais da história da fabricação de cerveja na África do Sul foi Swede Anders Ohlsson, que viajou para a África aos 23 anos em 1864. Inicialmente, importou mercadorias e madeiras suecas e desenvolveu um extensa rede de comércio e um sólido império de negócios. Então ele se transformou em cerveja, baseando-se em Newlands, onde produziu Lion Lager.
Em 1955, o governo sul-africano introduziu um imposto pesado sobre produtos de cerveja , fazendo com que muitos consumidores mudassem para bebidas espirituosas. No entanto, o choque subsequente na indústria de cerveja sul-africana provou ser uma bênção disfarçada para o SAB. Um ano depois, a empresa comprou seus dois principais concorrentes, a Ohlsson's e a Chandlers Union Breweries, que enfrentavam a demanda deprimida por cerveja, e o grupo passou a se chamar South African Breweries.
Após as aquisições, o novo e maior SAB conseguiu racionalizar as operações, reduzindo custos e aumentando a lucratividade. A Liberty Life Strategic Investments de Donald Gordon (LIBSIL), que estava associada aos serviços financeiros listados na JSE e à holding Liberty Holdings, manteve uma grande participação na empresa durante a maior parte da década de 90. Em 1998, a SAB detinha aproximadamente 98% do mercado de cerveja da África do Sul e era considerada uma das produtoras de cerveja de menor custo do mundo.
Em 1999, depois de listar na Bolsa de Valores de Londres para levantar capital para aquisições, o grupo comprou a Miller Brewing Company na América do Norte do Grupo Altria em 2002, e mudou seu nome para SABMiller .
Na África do Sul, a SAB distribui cerveja por meio de sua extensa rede, ampliada por uma frota de motoristas de caminhão independentes (chamados proprietários-motoristas), composta principalmente por ex-funcionários, muitos dos quais receberam ajuda do grupo para iniciar seus próprios negócios. A SAB investiu bilhões de rands neste projeto de driver proprietário desde o início.
Embora várias cervejarias internacionais, como a britânica Whitbread, tenham tentado entrar no mercado sul-africano, todas falharam até agora em conquistar participação de mercado significativa.De tempos em tempos, novas startups também tentavam desafiar o monopólio da SAB, mas elas tinham saído do negócio ou foram adquiridas pela SAB. Um exemplo disso foi a National Sorghum Breweries (NSB), "um consórcio empresarial negro" fundado em 1990, e o primeiro novo player na indústria da cerveja em mais de 10 anos. "A supremacia da SAB está sob ameaça", disseram observadores, e alguns pensaram que dentro de alguns anos a NSB poderia atingir 10% de participação de mercado. Em vez disso, a empresa enfrentou dificuldades financeiras e não conseguiu conquistar uma parcela significativa do mercado.
Isso não significa que a posição do SAB nunca poderia ser ameaçada. Em 2004, uma nova empresa foi estabelecida na África do Sul, conhecida como brandhouse, através de uma joint venture da Diageo, Heineken e Namibian Breweries. A Brandhouse começou a comercializar, vender e distribuir algumas das maiores marcas premium do mundo, como Heineken e Windhoek, e em março de 2007, o acordo de 40 anos entre a SABMiller plc e a Heineken NV, que permitiu à SAB Ltd fabricar e distribuir a Amstel Lager na África do Sul. terminou, provocando uma nova era de competição para a indústria. Ao mesmo tempo, a Heineken anunciou sua intenção de construir sua própria cervejaria na África do Sul. A SAB Ltd lançou uma nova marca premium, a Hansa Marzen Gold, e continuou sua expansão em marcas premium com o lançamento da cerveja herança holandesa Grolsch, após a aquisição da Koninklijke Grolsch NV pela SABMiller no início de 2008. A Dreher Premium Lager foi lançada na África do Sul. mesmo ano, e a empresa fez uma série de inovações nas categorias cooler e apple-ale nos últimos anos.
Em outubro de 2016, a Anheuser-Busch InBev adquiriu toda a empresa SABMiller, que então se tornou uma divisão de negócios da Anheuser-Busch InBev SA / NV e deixou de ser negociada nos mercados acionários mundiais.   Como resultado, a South African Breweries e a Carlton & United são agora propriedade da Anheuser-Busch InBev SA / NV. 

### Lista de cervejarias
- Alrode Brewery, Gauteng , 26 ° 18-48,5 "S 28 ° 08'11,2" E
- Chamdor Brewery, Gauteng , 26 ° 09′12,2 ″ S 27 ° 47′40,3 ″ E
- Cervejaria Ibhayi, Cabo Oriental , 33 ° 50′15,8 ″ S 25 ° 32 ′ 30,9 ″ E
- Newlands Brewery, Western Cape , 33 ° 58-23,5 "S 18 ° 27'56,9" E
- Cervejaria Polokwane, Limpopo , 23 ° 51′50,0 ″ S 29 ° 28′21,1 ″ E
- Prospecton Brewery, KwaZulu-Natal , 29 ° 59 ′ 29,2 ″ S 30 ° 55′42,5 ″ E
- Cervejaria Rosslyn, Noroeste , 25 ° 37′26,0 ″ S 28 ° 05′23,9 ″ E

### Refrigerantes [ editar ]
Em 1925, a SAB expandiu para outras bebidas depois de comprar uma grande participação na Schweppes (refrigerantes). Em 1960, o grupo comprou uma participação majoritária na Stellenbosch Farmer's Winery, que, junto com a Distillers Corporation, contribuiu com R98 milhões para o lucro do grupo em 1997.
Em 1997, a subsidiária da SAB, Amalgamated Beverage Industries, comprou outro engarrafador da Coca-Cola , a Suncrush, dobrando assim a participação de mercado para aproximadamente 60% dos refrigerantes sul-africanos. A PepsiCo , única concorrente da SAB, retirou-se do mercado em 1997, resultando na liquidação dos franqueados da Pepsi. A Pepsi, no entanto, voltou a entrar no mercado sul-africano em 2006.
Em dezembro de 2004, a SAB Ltd adquiriu 100% da Amalgamated Beverage Industries Limited (ABI), que se tornou a divisão de refrigerantes da SAB Ltd, e a maior empresa de bebidas da África do Sul foi criada.

### Placa de vidro [ editar ]
Em 1917, o grupo começou a se aventurar em negócios não relacionados quando concordou em assumir o controle de um fabricante de vidro que faliu, a Union Glass, para conter a escassez aguda de garrafas durante a Primeira Guerra Mundial . Em 1954, a Union Glass fundiu-se com a Consolidated Glassworks e este negócio foi vendido em 1960 para a Anglovaal Industries. A empresa tornou-se um participante importante na fabricação de vidro internacional quando adquiriu o Plate Glass Group em 1992.
O Plate Glass Group traçou suas raízes para um imigrante e empresário britânico que, em 1897, estabeleceu uma operação de fabricação de placas de vidro na Cidade do Cabo , na África do Sul.Eventualmente, a empresa tornou-se líder na produção de vidros à prova de bala e segurança para automóveis. Em 1987, a empresa lançou uma nova subsidiária nos Estados Unidos em parceria com a SAB e a Anglo American. Quando a Glass medic, uma empresa americana de reparos e substituição de pára-brisas, foi adquirida em 1990, a matriz sul-africana fundiu as subsidiárias sob o nome de Belron International. A Belron tornou-se uma base para lançar novas aquisições. Quando a SAB comprou a Plate Glass em 1992, ela foi renomeada como Shatterprufe Limited.
A Belron, em 1998, tornou-se a maior produtora mundial de vidro para reposição automotiva, com 1.865 pontos de venda na América do Norte, Europa, Austrália e Brasil . O crescimento veio principalmente através de aquisições. Em 1997, a Belron adquiriu várias marcas líderes, incluindo a Standard Autoglass no Canadá, tornando-se assim "o maior player dos mercados norte-americanos". A quota de mercado mundial foi da ordem de 18% e a SAB previu uma expansão adicional nos próximos anos:
Na Europa, a Belron estava abrindo uma média de 12 novos pontos de venda por mês. Enquanto as vendas aumentaram 5% em 1997, os lucros caíram 8%, para R $ 255 milhões, como resultado dos custos de empréstimos associados a novas aquisições e expansão.
Reconhecendo a necessidade de aumentar o valor para o acionista a longo prazo, em 1997 a SAB retornou ao seu principal negócio de bebidas, local e internacionalmente, vendendo ou fechando operações não essenciais nos próximos anos. Entre estes, estava o negócio da Plate Glass.

### Entretenimento e hospitalidade [ editar ]
Embora a SAB (então denominada Castle Breweries) tivesse estabelecido o primeiro pub na África do Sul em 1896, não começou a investir pesadamente em indústrias de serviços até 1949, quando um impulso de expansão agressivo registrou 4,5 milhões de libras investidos em hotéis e pubs. instalações adicionais de fabricação de cerveja.
Em 1969, esses interesses foram fundidos com uma cadeia de hotéis de propriedade da Sol Kerzner , para formar uma subsidiária separada conhecida como Southern Sun Hotels. Kerzner permaneceu com a Southern Sun como seu diretor administrativo por vários anos depois disso. Em 1983, Kerzner deixou a SAB, mas permaneceu um acionista significativo na empresa.
A Southern Sun acabou por se tornar a principal cadeia de hotéis na África do Sul, com franquias concedidas pelo Holiday Inn e Inter-continental Hotels. Em 1998, essa subsidiária possuía 74 hotéis com 12.200 quartos, ou cerca de 22% da capacidade da indústria. A Southern Sun também manteve uma participação minoritária em uma empresa de ecoturismo .
O desenvolvimento de novos hotéis dependia da obtenção de licenças do governo, "já que o estado ainda possuía grandes extensões de terra em áreas urbanas e rurais". Os locais adequados para o desenvolvimento de hotéis e resorts eram muito limitados, e os funcionários do governo local frequentemente não tinham o treinamento e o conhecimento necessários para tomar decisões informadas sobre a concessão de tais licenças. Os atrasos resultantes resultaram em custos significativos.
Várias cadeias internacionais de hotéis decidiram entrar na África do Sul após o levantamento das sanções econômicas. Em 1998, vários hotéis estavam sendo construídos por Hyatt , Sheraton , Howard Johnson , Days Inn , Hilton , Best Western , Concorde (França), Le Meridian (França) e Relais de Chateau (França), entre outros. A maior parte do desenvolvimento de novos hotéis foi nos segmentos executivo e de luxo do mercado. Em menos de quatro anos, a capacidade de toda a indústria havia mais do que dobrado e, como resultado, a indústria hoteleira começou a experimentar excesso de oferta significativa. Combinado com uma moeda fraca, isso se traduziu em algumas das menores tarifas do mundo.
Embora os níveis crescentes de crimes violentos tenham sido uma séria restrição para o turismo na África do Sul, a Southern Sun conseguiu manter uma ocupação média acima de 70%. Em 1997, os ganhos dos hotéis aumentaram 16% em relação ao ano anterior, contribuindo com R182 milhões para os ganhos do grupo.
O governo introduziu o National Gambling Act em 1996, que permitia que até 40 licenças de cassino fossem emitidas para "operadores financeiramente competentes". Em 1997, a SAB firmou uma joint venture com a Tsogo Sun Gaming and Entertainment para estabelecer até oito resorts de cassino a serem concluídos em 2000. O Monte Casino foi o primeiro desses empreendimentos a ser concluído com um custo estimado de construção de US $ 250. milhão.
A transação de habilitação negra mais notável facilitada pela SAB foi Tsogo Investments no início de 2003. A transação, que teve um valor implícito de aproximadamente R1.9 bilhões, significou que o grupo de empoderamento Tsogo Investments adquiriu o controle da Southern Sun Hotels, então o maior grupo hoteleiro no sul da África, bem como Tsogo Sun, um operador líder de cassinos na África do Sul.

### Outras manufaturas e varejo [ editar ]
Outras diversificações vieram em 1967 com o estabelecimento de uma nova subsidiária conhecida como Food Corporation (café, chá e produtos alimentícios). Um esforço de diversificação ainda maior foi realizado nas décadas de 1970 e 1980, quando o grupo SAB comprou ou estabeleceu numerosas operações não relacionadas, incluindo mercearias (OK Bazaars), fábricas de móveis e lojas (Associated Furniture Company), fábricas de calçados e lojas (Shoecorp). e lojas de roupas (Scotts Stores e Edgars Fashion Group). Em 1996, mais de 20% da força de trabalho da SAB estava empregada nessas empresas.
Mudanças nas preferências dos consumidores em relação a produtos menos caros tiveram um efeito negativo no mercado de varejo premium em meados dos anos 90. A SAB descarregou a cadeia de supermercados OK Bazaar em 1997 por um rand, depois de perder quase R20 milhões por mês. E no início de 1998, as divisões de vestuário e calçados, bem como de móveis, também foram vendidas. Mais tarde, a SAB também vendeu sua participação minoritária de 21% no Edgars Fashion Group em 2004. 
A SAB não detém mais nenhum ativo de manufatura ou varejo.

### Expansão internacional
O mais antigo empreendimento internacional da empresa foi em 1910, quando fundou a Rhodesian Breweries na Rodésia do Sul, agora no Zimbábue . Essa subsidiária liderou os esforços iniciais de expansão internacional da SAB, tendo estabelecido novas cervejarias na Rodésia do Norte, hoje Zâmbia, e Bulawayo , na Rodésia do Sul, no início dos anos 50. Outras expansões internacionais ocorreram nas décadas de 1970 e 1980, com o estabelecimento de cervejarias em Botswana, Angola, e a compra da Compañía Cervezera de Canarias, das Ilhas Canárias . No entanto, antes de 1990, o SAB permaneceu focado principalmente nas oportunidades domésticas.
Em 1994, a SAB foi convidada a revitalizar a indústria cervejeira na Tanzânia, uma joint venture com o governo desse país na Tanzania Breweries Limited , e a reentrar nos mercados de cerveja da Zâmbia, Moçambique e, mais tarde, Angola. Isto seguiu um dos seus primeiros investimentos estrangeiros nas Ilhas Canárias. A expansão continuou na África na década de 1990 e em outros continentes na Hungria (1993), China (1995), Romênia, Polônia (1995-1996), Eslováquia (1997) e Rússia (1998), República Tcheca (1999), Índia (2000) e América Central em 2001.
A expansão do grupo na Ásia começou com a negociação de 1995 do controle conjunto da segunda maior cervejaria na China continental com a China Resources, um braço de privatização do governo da República Popular da China. Outros investimentos incluíram os do Harbin Brewery Group e da Fuyang City Snowland Brewery. Em 2000, a SAB plc entrou no mercado indiano, onde subsequentemente aumentou o seu compromisso.
Em 2001, o volume de negócios das operações internacionais da SAB plc representava 42% do volume de negócios do grupo. No mesmo ano, uma aliança estratégica pan-africana com o grupo Castel ofereceu a oportunidade de investir em novos mercados africanos promissores e nos benefícios das economias de escala.
O envolvimento na América Central e na América do Sul começou em 2001 com a aquisição de cervejarias hondurenhas e salvadorenhas. Isto foi seguido quatro anos depois pela compra de uma grande participação no Grupo Empresarial Bavaria, a segunda maior cervejaria da América do Sul.
Uma de suas maiores transações foi com a Miller Brewing Company nos EUA em 2002, quando a empresa listada mudou seu nome para SABMiller plc.
Até o final de março de 2009, a SABMiller produziu volumes globais de lager de 210 milhões de hectolitros, com receita total do grupo de US $ 25.302 milhões.
Em 10 de outubro de 2016, a Anheuser-Busch InBev adquiriu a SABMiller por £ 69 bilhões.  O acordo foi aprovado pelos acionistas de ambas as empresas em 28 de setembro de 2016 e o negócio foi fechado em 10 de outubro de 2016.   A aquisição, posteriormente referida como uma fusão nos meios de comunicação, encerrou o negócio uso do nome SABMiller. A nova empresa é chamada Anheuser-Busch InBev SA / NV (AB InBev) e está sendo negociada na Bolsa de Valores de Bruxelas como ABI.BR e como BUD na bolsa de Nova York.   SABMiller deixou de negociar nos mercados acionários globais e se desfez de suas participações na companhia de cerveja MillerCoors para a Molson Coors.  
Após adquirir a SABMiller, a Anheuser-Busch InBev SA / NV concordou em 21 de dezembro de 2016 em vender a antiga empresa SABMiller Ltd. na Polônia, República Tcheca, Eslováquia, Hungria e Romênia para a Asahi Breweries Group Holdings, Ltd. por US $ 7,8 bilhões. O acordo inclui marcas populares como Pilsner Urquell, Tyskie, Lech, Dreher e Ursus.  
A SABMiller era uma das maiores engarrafadoras de Coca-Cola do mundo e possuía operações de engarrafamento de refrigerantes em 14 mercados. Estes foram posteriormente detidos pela nova entidade Anheuser-Busch InBev SA / NV, que também é engarrafadora da PepsiCo. Em dezembro de 2016, a Coca Cola Co. comprou as operações da Coca Cola na África e em dois países da América Central. O acordo exige aprovação regulatória e deve ser fechado até o final de 2017. 

## Controvérsia
Em março de 2014, o Tribunal da Concorrência concluiu que a South African Breweries (SAB) não se envolveu em nenhum comportamento anticompetitivo após um caso de alegada conduta anticompetitiva trazida pela Comissão da Concorrência que foi ouvida pelo Tribunal entre 2010 e 2013. O caso foi o resultado de uma investigação sobre alegações relacionadas ao sistema de distribuição da SAB e atividades de preços entre 2004 e 2007, com as alegações tendo sido encaminhadas ao Tribunal da Concorrência em 2007.
Durante todo o julgamento, a empresa alegou que nenhuma de suas práticas violava a lei e que não havia se envolvido em nenhum comportamento anticoncorrencial. Observe que “a SAB estruturou seus negócios para atender varejistas e consumidores e acredita firmemente que todas as empresas têm o direito de distribuir seus produtos da maneira que melhor atenda às suas necessidades…”
O caso ficou em domínio público por vários anos, tendo sido encaminhado ao Tribunal da Concorrência em 2007 pela Comissão da Concorrência após uma investigação de três anos entre 2004 e 2007. A queixa original apresentada pelo chefe do Big Daddy, Nico Pitsiladis, com a Comissão da Concorrência alegou que a SAB cobrava do grupo do Big Daddy como um atacadista o mesmo preço que a empresa cobrava dos varejistas, evitando assim que a Big Daddy ganhasse uma margem justa em suas vendas ao varejo.
O caso que foi apresentado pela Comissão da Concorrência perante o Tribunal da Concorrência relativo ao sistema de distribuição da SAB; uma alegada prática de manutenção mínima de preços de revenda; uma alegação de discriminação de preços e alegações amplas e difusas relacionadas ao abuso de posição dominante. As alegações de abuso de posição dominante foram anteriormente separadas do caso de “distribuição” e podem prosseguir separadamente, embora a Comissão não tenha dado mais passos nesta parte do caso.
A SAB solicitou em 2011 que o caso fosse indeferido, argumentando que o caso apresentado ao Tribunal não era o mesmo que a queixa original apresentada pelo grupo do Big Daddy em 2004. Isso foi confirmado pelo Tribunal em abril de 2011.
Após a demissão do caso pelo Tribunal em abril de 2011, a Comissão de Concorrência solicitou ao Tribunal Constitucional o acesso direto ao Tribunal Constitucional, ignorando tanto o Tribunal de Apelação quanto o Supremo Tribunal de Apelação. Em dezembro de 2011, o Tribunal Constitucional proferiu uma decisão na qual rejeitou, com custos, o pedido de acesso direto da Comissão da Concorrência.
Posteriormente, a Comissão interpôs recurso para o Tribunal de Apelação da Competição, que foi ouvido em 13 de setembro de 2012. Em novembro de 2012, o Tribunal de Apelação da Concorrência anunciou que havia confirmado o recurso da Comissão e anulou a decisão do Tribunal. Isso resultou na retomada do caso da Comissão contra o SAB, que foi ouvido no Tribunal em julho e agosto de 2013.